# Zbigniew Kruszyński (pisarz)

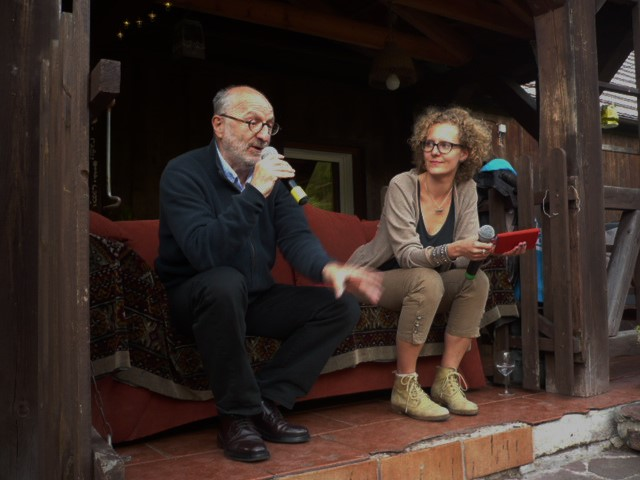
Z. Kruszyński i Justyna Czechowska podczas II Festiwalu Góry Literatury, 2016

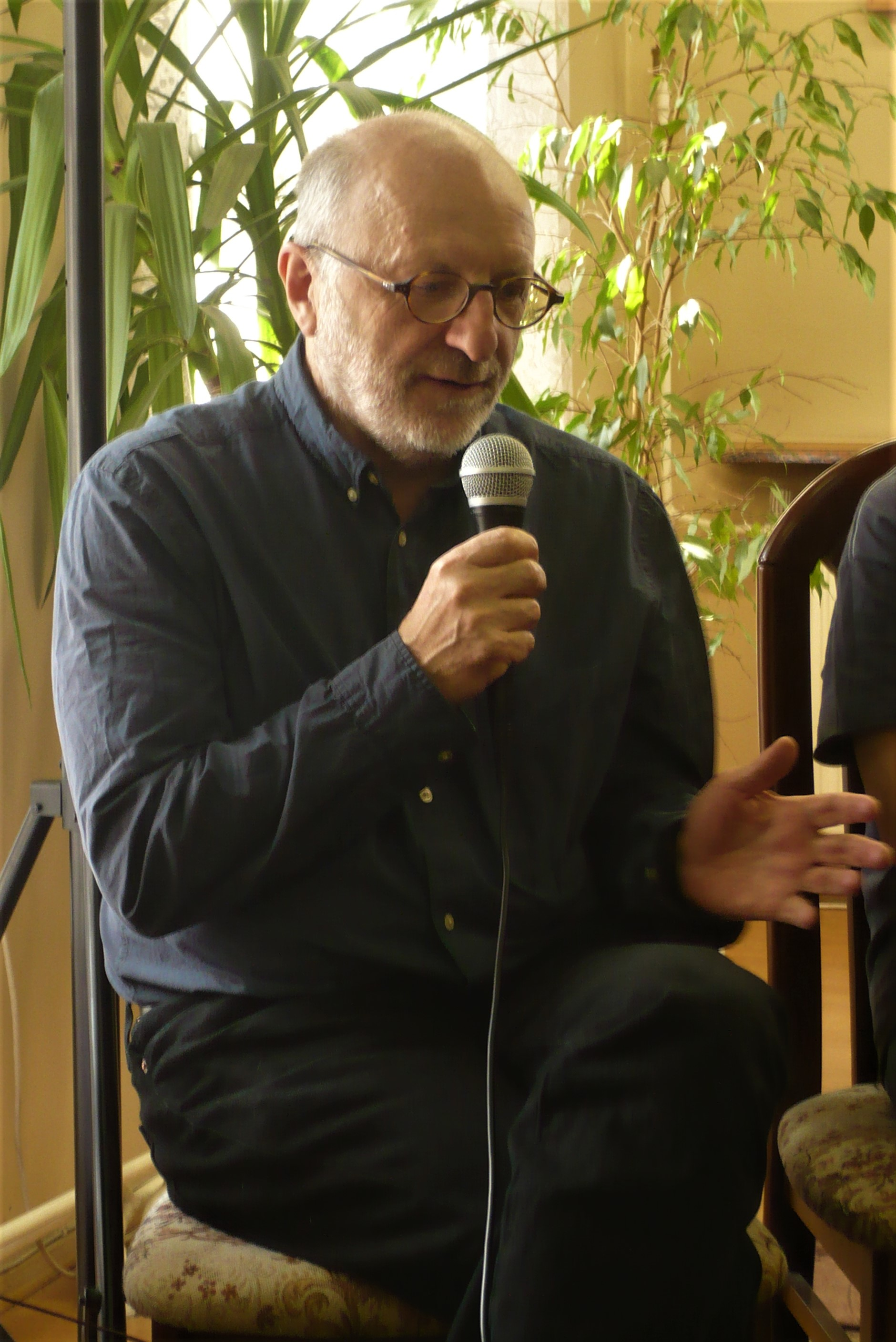
Spotkanie z uczestnikami warsztatów literackich, Nowa Ruda, 2018

Zbigniew Kruszyński (ur. 29 sierpnia 1957 w Radomiu) – polski pisarz.

## Życiorys
Działacz Solidarności, więziony w latach 1982–1984, po uwolnieniu wyemigrował do Szwecji. Doświadczenia emigracyjne były tematem jego debiutanckiej powieści pt. Schwedenkräuter (1995). Za opowiadające o działalności opozycyjnej Szkice historyczne (1996) został nominowany do Nagrody Literackiej Nike 1997. W 1999 roku opublikował zbiór opowiadań Na lądach i morzach – nominacja do Nagrody Literackiej Nike 2000. W Powrocie Aleksandra (2006) opowiada o powrocie emigranta do kraju. Proza Kruszyńskiego w warstwie językowej charakteryzuje się zaskakującymi skojarzeniami, częstą grą słów, wymyślnymi zestawieniami (np. owady pracowały w pocie czułek). Jest członkiem Stowarzyszenia Pisarzy Polskich. Wykładał w Studium Literacko-Artystycznym na Uniwersytecie Jagiellońskim w Krakowie.
W roku 2007 otrzymał Nagrodę im. Andrzeja Kijowskiego oraz był nominowany do Nagrody Literackiej Nike za zbiór opowiadań Powrót Aleksandra.
18 maja 2015 otrzymał Poznańską Nagrodę Literacką im. Adama Mickiewicza.

Nagroda im. Adama Mickiewicza nie jest nagrodą za dorobek, za zasługi, za wiek, ale nagrodą literacką, za piękne, mądre i ważne pisanie – powiedziała w imieniu kapituły Bogumiła Kaniewska.

Nagrodziliśmy Zbigniewa Kruszyńskiego za twórczy stosunek do językowej materii, za odkrywczy sposób opowiadania, za artyzm prozy, która nie ucieka od języka brutalnego, służącego i dobru i złu, ale nigdy nie przekracza granic dobrego smaku – Bogumiła Kaniewska.

## Dorobek literacki
- Schwedenkräuter, Kraków: Oficyna Literacka, 1995.
- Szkice historyczne: powieść, Gdynia: Faust, 1996.
- Na lądach i morzach: opisy i opowiadania, Warszawa: Wydawnictwo W.A.B., 1999.
- Powrót Aleksandra, Kraków: Wydawnictwo Literackie, 2006.
- Ostatni raport, Kraków: Wydawnictwo Literackie, 2009.
- Kurator, Warszawa: Wydawnictwo W.A.B., 2014.

## Przekłady
- Lars Gustafsson: Dziwne dobre przedmioty: wybór wierszy (tłum. ze szwedzkiego), Kraków: Społeczny Instytut Wydawniczy Znak, 2012.
- Marie Lundquist: Pisane na kamieniach (tłum. ze szwedzkiego), Warszawa: Fundacja Zeszytów Literackich, 2015.